# Diocesi di Saginaw
La diocesi di Saginaw (in latino: Dioecesis Saginavensis) è una sede della Chiesa cattolica negli Stati Uniti d'America suffraganea dell'arcidiocesi di Detroit. Nel 2022 contava 157.000 battezzati su 825.000 abitanti. È retta dal vescovo Robert Dwayne Gruss.

## Territorio
La diocesi comprende 11 contee nella parte centro-orientale dello stato americano del Michigan: 
Arenac, Bay, Clare, Gladwin, Gratiot, Huron, Isabella, Midland, Saginaw, Sanilac e Tuscola
Sede vescovile è la città di Saginaw, dove si trova la cattedrale di Maria Assunta (Cathedral of Mary of the Assumption).
Il territorio si estende su 18.006 km² ed è suddiviso in 56 parrocchie.

## Storia
La diocesi è stata eretta 26 febbraio 1938 con la bolla Ad animarum bonum di papa Pio XI, ricavandone il territorio dall'arcidiocesi di Detroit e dalla diocesi di Grand Rapids.
Il 19 dicembre 1970 ha ceduto una porzione del suo territorio a vantaggio dell'erezione della diocesi di Gaylord; contestualmente il proprio territorio è stato integrato con le contee di Clare e di Isabella, già appartenute alla diocesi di Grand Rapids.

## Cronotassi dei vescovi
Si omettono i periodi di sede vacante non superiori ai 2 anni o non storicamente accertati.
- William Francis Murphy † (17 marzo 1938 - 7 febbraio 1950 deceduto)
- Stephen Stanislaus Woznicki † (28 marzo 1950 - 28 ottobre 1968 dimesso[2])
- Francis Frederick Reh † (11 dicembre 1968 - 29 aprile 1980 dimesso)
- Kenneth Edward Untener † (4 ottobre 1980 - 27 marzo 2004 deceduto)
- Robert James Carlson (29 dicembre 2004 - 21 aprile 2009 nominato arcivescovo di Saint Louis)
- Joseph Robert Cistone † (20 maggio 2009 - 16 ottobre 2018 deceduto)[3]
- Robert Dwayne Gruss, dal 24 maggio 2019

## Statistiche
La diocesi nel 2022 su una popolazione di 825.000 persone contava 157.000 battezzati, corrispondenti al 19,0% del totale.
| anno | popolazione | popolazione | popolazione | presbiteri | presbiteri | presbiteri | presbiteri                | diaconi | religiosi | religiosi | parrocchie |
| anno | battezzati  | totale      | %           | numero     | secolari   | regolari   | battezzati per presbitero | diaconi | uomini    | donne     | parrocchie |
| ---- | ----------- | ----------- | ----------- | ---------- | ---------- | ---------- | ------------------------- | ------- | --------- | --------- | ---------- |
| 1950 | 112.867     | 443.900     | 25,4        | 146        | 130        | 16         | 773                       |         | 16        | 395       | 90         |
| 1966 | 163.200     | 602.113     | 27,1        | 190        | 165        | 25         | 858                       |         | 29        | 506       | 136        |
| 1968 | 177.774     | 598.691     | 29,7        | 190        | 160        | 30         | 935                       |         | 33        | 475       | 116        |
| 1976 | 176.746     | 706.871     | 25,0        | 168        | 140        | 28         | 1.052                     | 8       | 32        | 303       | 118        |
| 1980 | 170.232     | 679.000     | 25,1        | 136        | 108        | 28         | 1.251                     | 18      | 32        | 278       | 115        |
| 1990 | 157.770     | 754.050     | 20,9        | 130        | 124        | 6          | 1.213                     | 19      | 7         | 167       | 114        |
| 1999 | 139.876     | 685.532     | 20,4        | 128        | 114        | 14         | 1.092                     | 16      |           | 139       | 110        |
| 2000 | 142.505     | 684.532     | 20,8        | 119        | 105        | 14         | 1.197                     | 15      | 14        | 137       | 111        |
| 2001 | 142.505     | 685.532     | 20,8        | 117        | 102        | 15         | 1.217                     | 15      | 15        | 126       | 108        |
| 2002 | 139.664     | 724.142     | 19,3        | 113        | 101        | 12         | 1.235                     | 14      | 12        | 124       | 108        |
| 2003 | 139.824     | 724.142     | 19,3        | 114        | 101        | 13         | 1.226                     | 14      | 14        | 124       | 108        |
| 2004 | 139.937     | 724.142     | 19,3        | 113        | 101        | 12         | 1.238                     | 14      | 12        | 124       | 102        |
| 2010 | 146.200     | 764.000     | 19,1        | 99         | 92         | 7          | 1.476                     | 14      | 7         | 94        | 106        |
| 2014 | 150.100     | 788.000     | 19,0        | 100        | 95         | 5          | 1.501                     | 14      | 5         | 84        | 82         |
| 2017 | 153.260     | 804.885     | 19,0        | 92         | 87         | 5          | 1.665                     | 12      | 5         | 64        | 56         |
| 2020 | 156.500     | 821.830     | 19,0        | 76         | 71         | 5          | 2.059                     | 19      | 5         | 56        | 56         |
| 2022 | 157.000     | 825.000     | 19,0        | 69         | 64         | 5          | 2.275                     | 18      | 5         | 53        | 56         |